# Mikhail Dmitryevich Solomatin
Mikhail Dmitryevich Solomatin (5 tháng 12 (lịch cũ: 23 tháng 11) năm 1894 - 22 tháng 11 năm 1986) là một tướng lĩnh Hồng quân Liên Xô trong Chiến tranh Vệ quốc Vĩ đại, Thượng tướng xe tăng (10/26/1944).

## Khởi đầu binh nghiệp
Mikhail Solomatin sinh ngày 5 tháng 12 năm 1894 tại Kyshtym, tỉnh Perm, là con một công nhân. Thời thanh niên, ông từng là một thợ máy, làm việc tại nhà máy luyện đồng Karabash. Tháng 12 năm 1914, ông bị trưng ngũ trong Quân đội Đế quốc Nga, phục vụ trong trung đoàn dự bị bộ binh số 126 ở Yekaterinburg, tốt nghiệp đội huấn luyện ở trung đoàn này năm 1915 và được bổ nhiệm làm chỉ huy tiểu đội. Ông tham gia Thế chiến thứ nhất từ tháng 7 năm 1917 tại Mặt trận Tây Nam, với tư cách là hạ sĩ quan của một trung đội thuộc Trung đoàn bộ binh 711, Sư đoàn bộ binh 78, được thăng cấp trung sĩ tại mặt trận. Ông cũng tham gia vào các sự kiện cách mạng trong năm 1917, được các binh sĩ bầu làm đại biểu chiến sĩ trong đại đội và tiểu đoàn. Tháng 12 năm 1917, ông xuất ngũ.
Về lại quê nhà, ông trở lại làm việc tại nhà máy luyện đồng Karabash, đồng thời gia nhập Lực lượng Cận vệ Đỏ và được bầu làm Đội trưởng đội Cận vệ Đỏ tại nhà máy.

## Phục vụ trong Hồng quân
Khi Nội chiến Nga nổ ra, các cuộc giao tranh khốc liệt ở Trung và Nam Urals. Solomatin ban đầu chiến đấu trong các đơn vị Cận vệ Đỏ. Vào tháng 2 - tháng 3 năm 1918, ông tham gia các trận đánh ở khu vực Troitsk và Miass, trấn áp cuộc nổi loạn của quân đội Orenburg Cossack dưới sự lãnh đạo của Ataman Dutov, vốn không công nhận Cách mạng Tháng Mười. Tháng 5 năm 1918, đơn vị của ông được cử đi trấn áp cuộc nổi loạn của Quân đoàn Tiệp Khắc, chiến đấu trong khu vực nhà máy Kaslinsky và Yekaterinburg. Tháng 6 năm 1918, đơn vị của ông được biên chế vào Trung đoàn Xô viết Mỏ số 2, trong đó Solomatin lần lượt giữ các chức vụ chỉ huy cấp đại đội và tiểu đoàn, tham gia trận chiến gần Verkh-Neyvinsky. Tháng 9 - tháng 10 năm 1918, ông tham gia chiến đấu trong đơn vị du kích "Quân Bohdan" trên hướng Krasnoufimsk, nơi ông chỉ huy một phân đội.
Ngày 5 tháng 10 năm 1918, ông chính thức nhập ngũ vào Hồng quân. Từ tháng 10 năm 1918 - đại đội trưởng trong trung đoàn Malyshev, từ tháng 1 năm 1919 - trợ lý chỉ huy trưởng đơn vị đồn trú ở thành phố Glazov, tỉnh Vyatka. Từ tháng 2 năm 1919, ông là trưởng ban kinh tế của tiểu đoàn dự bị của sư đoàn 30 súng trường. Từ tháng 5 năm 1919 - trợ lý chỉ huy Trung đoàn bộ binh 266 thuộc Sư đoàn bộ binh 30, trong đó ông đã chiến đấu chống lại đội quân của Đô đốc Kolchak, tham gia vào các chiến dịch Perm, Petropavlovsk, Omsk, Novonikolaevsk và Krasnoyarsk, chiến đấu từ Perm đến Irkutsk. Trong nửa đầu năm 1920, sư đoàn được chuyển đến Mặt trận phía Nam, chiến đấu chống lại quân Bạch vệ của tướng Wrangel. Từ ngày 10 tháng 6 năm 1920, ông là trợ lý chỉ huy Trung đoàn bộ binh 262, từ tháng 8 năm 1920 ông chỉ huy Trung đoàn bộ binh 263, từ tháng 11 năm 1920 - trợ lý chỉ huy Trung đoàn bộ binh 264. Ông đã chiến đấu trong chiến dịch Perekop-Chongar, và sau đó chiến đấu chống lại quân ly khai Ukraina của Makhno. Vì những chiến công của mình trong cuộc nội chiến, ông đã được trao tặng Huân chương Cờ đỏ. Trong các trận chiến của cuộc nội chiến, ông đã hai lần bị thương.

## Giữa hai cuộc chiến
Năm 1922, ông tốt nghiệp trường đào tạo Kharkov dành nâng cao trình độ các cán bộ chỉ huy. Từ tháng 8 năm 1922 - trợ lý chỉ huy Trung đoàn 89 súng trường Chongar, và từ tháng 10 năm 1924 đến tháng 10 năm 1926 - chỉ huy Trung đoàn súng trường 238 thuộc Sư đoàn 80 súng trường trong Quân khu Ukraina.
Năm 1929, ông tốt nghiệp khóa bồi dưỡng chiến thuật súng trường cho các cán bộ chỉ huy của Hồng quân mang tên Quốc tế III. Được giữ lại trong các khóa học này với tư cách là trưởng các khóa học của cán bộ chỉ huy trung cấp. Từ tháng 5 năm 1932, ông là trưởng các khóa học của quân cơ giới của Quân khu Moskva. Từ tháng 1 năm 1933 - đứng đầu lực lượng thiết giáp của Cụm tác chiến Duyên hải thuộc Tập đoàn quân Đặc biệt Viễn Đông Cờ đỏ (OKDVA). Từ tháng 2 năm 1937 - tư lệnh kiêm chính ủy sư đoàn súng trường 59 tại OKDVA. Kể từ tháng 7 năm 1937, ông lại chỉ huy lực lượng thiết giáp của Cụm tác chiến Duyên hải thuộc OKDVA.
Tháng 6 năm 1938, ông bị cách chức và được điều đến chỉ huy của Bộ Tư lệnh Hồng quân, và theo lệnh của NKO ngày 11 tháng 7 năm 1938, ông bị sa thải khỏi Hồng quân. Tháng 10 cùng năm, ông bị bắt vì tội danh giả và bị giam trong tù để điều tra. Ngày 25 tháng 4 năm 1939, ông được trả tự do do vụ án đã chấm dứt, và ngày 15 tháng 5 năm 1939, ông được phục hồi vào ngạch cán sự của Hồng quân và được bố trí tại Bộ Tư lệnh và Kiểm soát của Hồng quân. Tuy nhiên, trong gần sáu tháng, ông vẫn không có một vị trí được bổ nhiệm nào.
Tháng 10 năm 1939, ông được bổ nhiệm làm trợ lý chỉ huy đơn vị chiến đấu thuộc Quân đoàn cơ giới 25 tại Quân khu đặc biệt Kiev. Từ ngày 4 tháng 6 năm 1940 đến tháng 3 năm 1941 - chỉ huy sư đoàn cơ giới 15 thuộc quân đoàn cơ giới số 2 tại Quân khu Odessa. Kể từ tháng 3 năm 1941 - chỉ huy sư đoàn xe tăng 45 thuộc quân đoàn cơ giới 24 thuộc Quân khu đặc biệt Kiev.

## Chiến tranh Vệ quốc vĩ đại
Khi Chiến tranh Vệ quốc Vĩ đại nổ ra, sư đoàn của Solomatin là một trong những đơn vị giao chiến từ khi chiến tranh bắt đầu. Đơn vị ông đã tham gia các hoạt động phòng thủ Lvov-Chernivtsi và Kiev, chiến đấu gần Kamianets-Podilskyi và Vinnytsia, và đã ngăn chặn thành công việc rút quân của các tập đoàn quân 12 và 6 qua sông Nam Bug. Trong thảm họa Uman, ông bị bao vây cùng với tàn quân của sư đoàn (thực tế không còn xe tăng nào trong đó vào thời điểm đó, hầu hết binh sĩ chiến đấu như bộ binh). Ông là một trong số ít người trốn thoát khỏi đó khi dẫn đầu một biệt đội khoảng 300 lính Hồng quân phá vây vào cuối tháng 8. Tuy nhiên, ngày hôm sau, quân Đức mở một cuộc tấn công vào khu vực này của mặt trận và Solomatin một lần nữa bị bao vây, giờ chỉ còn một mình và không có vũ khí. Bằng một phép màu, ông đã vượt qua được chiến tuyến mà không có tài liệu và trong bộ quần áo thường dân. Sau đó, ông phải trải qua một cuộc thẩm tra trong khoảng ba tháng.
Tháng 11 năm 1941, ông là chỉ huy Lữ đoàn xe tăng 145 ở Phương diện quân Tây, tham gia bảo vệ Moskva, nhưng không được bao lâu - trong trận chiến ngày 19 tháng 11 ông bị trọng thương. Kể từ tháng 12 năm 1941 - người đứng đầu trung tâm xe bọc thép Gorky. Từ ngày 19 tháng 4 đến 8 tháng 9 năm 1942 - tư lệnh Quân đoàn thiết giáp số 8 ở Phương diện quân Tây. Tham gia vào Chiến dịch phản công chiến lược Rzhev-Sychyovka.
Từ tháng 9 năm 1942 đến tháng 2 năm 1944, ông là chỉ huy Quân đoàn cơ giới 1 Krasnograd, tham gia Chiến dịch Sao Hỏa, trong đó quân đoàn lần đầu tiên xuyên thủng hàng phòng ngự của quân Đức và tiến sâu vào hậu phương của quân Đức, nhưng đã bị bao vây và cắt đứt với đại quân. Trong 15 ngày, ông đã chỉ huy quân đoàn chiến đấu trong vòng vây, sau đó, theo mệnh lệnh của cấp trên, quân đoàn tấn công phá vây để hội với đại quân. Cuộc phá vây tuy thành công, nhưng tổn thất của quân đoàn rất lớn, lên tới 8.180 người. Sau khi bổ sung nhân sự, quân đoàn được chuyển đến Quân khu Thảo nguyên và chuẩn bị ở đó cho các trận chiến mùa hè gần Kursk. Là một phần của Phương diện quân Thảo Nguyên và Phương diện quân Ukraina 2, đơn vị ông đã tấn công thắng lợi vào mùa hè và mùa thu năm 1943, sau đó đã tạo nên tên tuổi trong các chiến dịch tấn công Belgorod-Kharkov và Poltava-Kremenchug.
Từ tháng 2 đến tháng 8 năm 1944, ông được bổ nhiệm làm Phó Tư lệnh Lực lượng Thiết giáp và Cơ giới Hồng quân. Từ ngày 8 đến 18 tháng 8 năm 1944 - quyền chỉ huy Tập đoàn quân xe tăng cận vệ 5 thuộc Phương diện quân Belorussia 3. Từ tháng 8 năm 1944 đến tháng 11 năm 1945 - Phó tư lệnh kiêm Tham mưu trưởng Binh chủng Tăng thiết giáp. Đồng thời từ tháng 3 năm 1945, ông là Phó tổng tư lệnh phụ trách lực lượng thiết giáp và và quân trang của Bộ Tổng tư lệnh Viễn Đông.
Do thành tích về quân sự trong chiến tranh Xô-Nhật, Solomatin được nhiều lần đề cập đến trong nhật lệnh cảm ơn của Tổng tư lệnh tối cao.

## Sau chiến tranh
Sau chiến tranh, từ tháng 11 năm 1945 đến tháng 4 năm 1946 - Tư lệnh Tập đoàn quân cơ giới cận vệ 5 của Quân khu Belarus. Từ tháng 4 năm 1946 - Tham mưu trưởng Binh chủng Tăng thiết giáp. Từ tháng 2 năm 1950, ông đảm nhiệm chức vụ Bộ trưởng Bộ Lực lượng Vũ trang Liên Xô, sau đó vào tháng 7 cùng năm, ông được cử đi học và năm 1955, ông tốt nghiệp các Khóa học Cao cấp tại Học viện Quân sự K.E. Voroshilov. Từ tháng 1 năm 1955 - chủ nhiệm bộ môn chiến thuật các đội hình cao cấp của Học viện Quân sự Frunze, từ tháng 11 năm 1955 - trưởng bộ môn huấn luyện tác chiến-chiến thuật, và từ tháng 12 năm 1956 đồng thời là trợ lý giám đốc học viện huấn luyện tác chiến-chiến thuật. Tháng 3 năm 1959, do bị bệnh, ông được chuyển vào lực lượng dự bị động viên.
Ông qua đời ngày 22 tháng 10 năm 1986 tại Moskva.

## Lược sử cấp bậc quân sự
- Lữ đoàn trưởng (Kombrig; 28.11.1935)
- Thiếu tướng xe tăng (12.08.1941)
- Trung tướng xe tăng (07.02.1943)
- Thượng tướng xe tăng (26.10.1944)

## Giải thưởng
Huân chương Lenin  (21.02.1945 )
 Huân chương Cách mạng Tháng Mười 
 Huân chương Cờ đỏ ×4  (1922, 27.03.1942 , 03.11.1944, 1948)
 Huân chương Kutuzov hạng I  (08.09.1945)
 Huân chương Kutuzov hạng II  (02.08.1943)
 Huân chương Suvorov hạng II  (20.12.1943)
 Huân chương Bogdan Khmelnitsky hạng II  (29.07.1944)
 Huân chương Chiến tranh vệ quốc hạng I  (11.03.1985)